# Stephanie Woods
Stephanie Woods (Estados Unidos) é uma ex-ginasta estadunidense, que competiu em provas de ginástica artística.
Woods fez parte da equipe estadunidense que disputou os Jogos Pan-americanos de La Habana, em Cuba. Neles, foi membro da seleção tricampeã por equipes. Individualmente, conquistou ainda mais duas vitórias: no concurso geral, superou a compatriota Chelle Stack e, na trave de equilíbrio, empatada com a cubana Leyanet González, saiu-se também campeã.